# Vodacom
Vodacom Group Limited es una empresa de telefonía móvil y fija africana, siendo líder en número de clientes en Sudáfrica con un porcentaje de mercado estimado del 58% y 23 millones de clientes. Ofrece tecnología GSM a más de 35 millones de clientes en el sur de África, Tanzania, Lesoto, Mozambique y la República Democrática del Congo. Con fecha de marzo de 2008 los ingresos totales de la compañía ascendían a 48.178 de millones de Rands Sudafricanos, unos 4.575 millones de Euros. Vodacom cotiza en la bolsa de Johannesburgo.
La propiedad de esta compañía nació dividida entre la empresa sudafricana Telkom y la británica Vodafone, con un 50% de las acciones cada una. Sin embargo, el 6 de noviembre de 2008, Vodafone anunció que había acordado incrementar su participación hasta el 65%, quedándose por tanto con el control de esta. Telkom entonces renunció a la parte restante de sus acciones incluyéndolas en la bolsa de valores de Johannesburgo.
La imagen de marca de Vodacom desde su nacimiento había estado asociada a la gama cromática del azul, por lo que, cuando Vodafone tomó el control de la compañía llevó a cabo un proceso completo de reestructuración de la marca. Bajo la campaña "Vodacom is Red" (Vodacom es Rojo) cambió el color corporativo de la compañía a las tonalidades de rojo, en consonancia con su matriz británica. De igual manera, el símbolo y logotipo de Vodacom, así como otros elementos como la tipografía, pasaron a ser los característicos que usa Vodafone en el resto del mundo.

## Tecnología
Vodacom ofrece en su área de cobertura tecnología móvil en redes 3G y UMTS y en Sudáfrica también HSPA+ 21.1 Mbit/s, HSUPA (2100 MHz) y 42 Mbit/s. Actualmente se encuentra actualizando su red para introducir tecnología WiFi, WiMAX y LTE.